# Saskia Alusalu
Saskia Alusalu (née le 14 avril 1994 à Jõgeva) est une patineuse de vitesse estonienne.
Elle est porte-drapeau de son pays lors des Jeux olympiques d'hiver de 2018. Elle dispute l'épreuve de la mass start, dont elle prend la quatrième place.